# Twin Lakes (condado de Mahnomen, Minnesota)
Twin Lakes es un lugar designado por el censo ubicado en el condado de Mahnomen en el estado estadounidense de Minnesota. En el Censo de 2020 tenía una población de 192 habitantes y una densidad poblacional de 17,34 habitantes por km². Fue incluido como CDP en el censo de 2020. 

## Geografía
Twin Lakes se encuentra ubicado en las coordenadas 47°13′34″N 95°39′20″O / 47.22611, -95.65556. Según la Oficina del Censo de los Estados Unidos,  tiene una superficie total de 11,07 km², de la cual 6,92 km² corresponden a tierra firme y 4,15 km² a agua.